# Ruder-Bundesliga Saison 2015
Die Ruder-Bundesliga Saison 2015 war die siebte Saison der Ruder-Bundesliga. Sie dauerte von Ende Mai bis September und bestand aus insgesamt fünf Renntagen. Insgesamt meldeten 14 Mannschaften für die 1. und 2. Bundesliga der Männer, bei den Frauen meldeten 11 Mannschaften. Meister bei den Männern wurde zum siebten Mal der Crefelder Ruder-Club, bei den Frauen Ruderverein Rauxel.

## Modus
An jedem Rennwochenende rudern die Achter jeder Liga in einem Zeitfahren, in dem alle Mannschaften die Distanz gegen die Uhr absolvieren. Nach den Ergebnissen dieser sogenannten Time-Trials werden die Paarungen für die folgenden Achtelfinals gesetzt. Die Endrunde besteht aus Achtel-, Viertel-, Halb- und Finalrennen, die im K.-o.-System ausgetragen werden. Jede Platzierung wird ausgefahren, um den Mannschaften Punkte zuteilen zu können. Der Sieger eines Rennwochenendes gewinnt 16 Punkte, jedes weiter platzierte Boot einen Punkt weniger. Aus der Addition der gewonnenen Punkte jedes Vereinsbootes an den Rennwochenenden resultieren die Tabellenstände in den einzelnen Ligen.

## Teilnehmer

### 1. Bundesliga Männer
Die 14 Teilnehmer an der 1. Ruder-Bundesliga der Männer, mit den 2 Aufsteigern der Vorsaison: Wikingachter Berlin und Neuss.
| Teamname                    | Verein/e                                                           | Stadt                 | Trainingsgewässer                    |
| --------------------------- | ------------------------------------------------------------------ | --------------------- | ------------------------------------ |
| Crefelder Ruder-Club        | Crefelder Ruder-Club 1883                                          | Krefeld               | Elfrather See                        |
| Münster-Achter              | Akademischer Ruder-Club zu Münster                                 | Münster               | Dortmund-Ems-Kanal                   |
| Frankfurter RG Germania     | Frankfurter Rudergesellschaft Germania 1869                        | Frankfurt am Main     | Main                                 |
| Pred8oars Bonner RG         | RTHC Bayer Leverkusen Bonner Rudergesellschaft                     | Leverkusen Bonn       | Fühlinger See                        |
| MySugardaddy Emscher-Hammer | Ruderverein Emscher Wanne-Eickel Herten Ruderclub Hamm von 1890    | Herne Hamm            | Rhein-Herne-Kanal Datteln-Hamm-Kanal |
| Sprintteam Mülheim          | Rennrudergemeinschaft Mülheim-Ruhr                                 | Mülheim an der Ruhr   | Ruhr                                 |
| Pirna-Achter                | Pirnaer Ruderverein 1872                                           | Pirna                 | Elbe                                 |
| SecuInfra Achter Rüdersdorf | Rüdersdorfer Ruderverein Kalkberge                                 | Rüdersdorf bei Berlin | Kalksee                              |
| Team Lombardium Hamburg I   | Ruder-Club Allemannia von 1866                                     | Hamburg               | Außenalster                          |
| DOLE Achter Hamburg         | Ruder-Club Favorite Hammonia Der Hamburger und Germania Ruder Club | Hamburg               | Alster                               |
| TK-Achter Dresden           | Dresdner Ruder-Club 1902                                           | Dresden               | Elbe                                 |
| Hannoverscher Ruder-Club    | Hannoverscher Ruder-Club von 1880                                  | Hannover              | Maschsee                             |
| Neusser Männerachter        | Neusser Ruderverein                                                | Neuss                 | Rhein                                |
| Wikingachter Berlin         | Rudergesellschaft „Wiking“ Berlin                                  | Berlin                | Teltowkanal                          |

### 1. Bundesliga Frauen
Die 11 Teilnehmer an der 1. Ruder-Bundesliga der Frauen.
| Teamname                          | Verein/e                                           | Stadt          | Trainingsgewässer                    |
| --------------------------------- | -------------------------------------------------- | -------------- | ------------------------------------ |
| Crefelder Ruder-Club              | Crefelder Ruder-Club 1883                          | Krefeld        | Elfrather See                        |
| Rheinperlen Bonner RG             | Bonner Rudergesellschaft Hürther Rudergesellschaft | Bonn           | Fühlinger See Otto-Maigler-See       |
| Hansa Sprinter Hamburg            | Ruder-Gesellschaft Hansa                           | Hamburg        | Alster                               |
| Ruderverein Rauxel                | Ruderverein Rauxel                                 | Castrop-Rauxel | Rhein-Herne-Kanal Datteln-Hamm-Kanal |
| Melitta-Achter Minden             | Bessel Ruder-Club Minden                           | Minden         | Weser Mittellandkanal                |
| Deutscher Ruder-Club Hannover     | Deutscher Ruder-Club von 1884                      | Hannover       | Ihme, Leine Maschsee                 |
| Kaffeemacher-Achter Dresden       | Dresdner Ruder-Club 1902 USV TU Dresden            | Dresden        | Elbe                                 |
| Carstens Lübecker Marzipan Achter | Lübecker Rudergesellschaft von 1885                | Lübeck         | Elbe-Lübeck-Kanal                    |
| HavelQueen-Achter                 | Ruder-Club Potsdam Ruder-Club Tegel 1886           | Potsdam Berlin | Templiner See                        |
| EURALIS Flotte Deerns Hamburg     | Hamburger Ruderinnen-Club                          | Hamburg        | Alster                               |
| Brüder-Grimm-Achter Hanau         | Hanauer Ruderclub Hassia Hanauer Rudergesellschaft | Hanau          | Main                                 |

### 2. Bundesliga Männer
Die 14 Teilnehmer an der 2. Ruder-Bundesliga der Männer.
| Teamname                       | Verein/e                                                       | Stadt            | Trainingsgewässer  |
| ------------------------------ | -------------------------------------------------------------- | ---------------- | ------------------ |
| Sparkasse-Weserbergland-Achter | Ruderverein „Weser“ Hameln                                     | Hameln           | Weser              |
| Hannoverscher Ruder-Club       | Hannoverscher Ruder-Club 1880                                  | Hannover         | Maschsee           |
| Wikingachter Berlin II         | Rudergesellschaft „Wiking“ Berlin                              | Berlin           | Teltowkanal        |
| Ruder-Club Witten Achter       | Ruder-Club Witten                                              | Witten           | Ruhr               |
| Salzland-Achter                | Bernburger Ruderclub                                           | Bernburg (Saale) | Saale              |
| Team Lombardium Hamburg II     | Ruder-Club Allemannia von 1866                                 | Hamburg          | Außenalster        |
| TU Dresden Achter              | Dresdener Ruderverein                                          | Dresden          | Elbe               |
| Bremen erleben!-Achter         | Bremer Ruderverein von 1882 Bremer Sport-Club                  | Bremen           | Weser              |
| WurzenAchter                   | Wurzener Rudervereinigung Schwarz-Gelb                         | Wurzen/Bennewitz | Mulde              |
| Fari-Achter Hamburg            | Ruder-Club Favorite Hamburg                                    | Hamburg          | Alster             |
| DHfK Leipzig-Sparkassen-Achter | SC DHfK Leipzig                                                | Leipzig          | Elster-Saale-Kanal |
| LingenAchter                   | Lingener Rudergesellschaft                                     | Lingen (Ems)     | Dortmund-Ems-Kanal |
| Sparkassen Gießen-Achter       | Gießener Rudergesellschaft 1877 Gießener Ruderclub Hassia 1906 | Gießen           | Lahn               |
| DWB-Holding Achter Berlin      | Ruderverein Berlin von 1878                                    | Berlin           | Stößensee          |

## Abschlusstabellen

### 1. Bundesliga Männer
| Rang | Verein                      | T1 | T2 | T3 | T4 | T5 | Punkte |
| ---- | --------------------------- | -- | -- | -- | -- | -- | ------ |
| 01.  | Crefelder Ruder-Club (M)    | 13 | 12 | 14 | 14 | 14 | 67     |
| 02.  | Frankfurter RG Germania     | 14 | 14 | 13 | 13 | 12 | 66     |
| 03.  | Emscher-Hammer              | 8  | 11 | 12 | 12 | 9  | 52     |
| 04.  | Team Lombardium Hamburg I   | 1  | 13 | 10 | 11 | 10 | 45     |
| 05.  | DOLE Achter Hamburg         | 12 | 10 | 2  | 7  | 13 | 44     |
| 06.  | Sprintteam Mülheim          | 10 | 7  | 5  | 9  | 11 | 42     |
| 07.  | Münster-Achter              | 9  | 8  | 8  | 10 | 7  | 42     |
| 08.  | Pred8oars Bonner RG         | 3  | 4  | 11 | 8  | 6  | 32     |
| 09.  | SecuInfra Achter Rüdersdorf | 11 | 3  | 6  | 5  | 4  | 29     |
| 10.  | Neusser Männerachter (N)    | 7  | 5  | 9  | 4  | 3  | 28     |
| 11.  | Pirna-Achter                | 4  | 2  | 7  | 6  | 8  | 27     |
| 12.  | Hannoverscher Ruder-Club    | 6  | 9  | 4  | 2  | 5  | 26     |
| 13.  | Wikingachter Berlin (N)     | 5  | 6  | 3  | 3  | 2  | 19     |
| 14.  | TK-Achter Dresden           | 2  | 1  | 1  | 1  | 1  | 6      |

#### Legende
| Farbe | Qualifikation                                    |
| ----- | ------------------------------------------------ |
|       | Deutscher Liga-Champion, ROWING Champions League |
|       | ROWING Champions League                          |
|       | Abstieg in die 2. Ruder-Bundesliga               |
| (M)   | Liga-Champion der Vorsaison                      |
| (N)   | Neuaufsteiger der letzten Saison                 |

### 1. Bundesliga Frauen
| Rang | Verein                      | T1 | T2 | T3 | T4 | T5 | Punkte |
| ---- | --------------------------- | -- | -- | -- | -- | -- | ------ |
| 01.  | Ruderverein Rauxel          | 11 | 11 | 10 | 10 | 6  | 48     |
| 02.  | Melitta-Achter Minden       | 10 | 10 | 8  | 9  | 9  | 46     |
| 03.  | Crefelder Ruder-Club (M)    | 3  | 9  | 11 | 6  | 11 | 40     |
| 04.  | Lübecker Marzipan Achter    | 7  | 6  | 9  | 5  | 10 | 37     |
| 05.  | DRC Hannover                | 9  | 7  | 7  | 7  | 7  | 37     |
| 06.  | Brüder-Grimm-Achter Hanau   | 5  | 4  | 4  | 11 | 8  | 32     |
| 07.  | Hansa Sprinter Hamburg      | 6  | 8  | 5  | 8  | 5  | 32     |
| 08.  | HavelQueen-Achter           | 8  | 5  | 3  | 3  | 4  | 23     |
| 09.  | Rheinperlen Bonner RG       | 2  | 3  | 6  | 2  | 1  | 14     |
| 10.  | Flotte Deerns Hamburg       | 1  | 2  | 1  | 4  | 3  | 11     |
| 11.  | Kaffeemacher-Achter Dresden | 4  | 1  | 2  | 1  | 2  | 10     |

#### Legende
| Farbe | Qualifikation                                    |
| ----- | ------------------------------------------------ |
|       | Deutscher Liga-Champion, ROWING Champions League |
|       | ROWING Champions League                          |
| (M)   | Liga-Champion der Vorsaison                      |

### 2. Bundesliga Männer
| Rang | Verein                         | T1 | T2 | T3 | T4 | T5 | Punkte |
| ---- | ------------------------------ | -- | -- | -- | -- | -- | ------ |
| 01.  | TU Dresden Achter              | 14 | 14 | 11 | 12 | 13 | 64     |
| 02.  | WurzenAchter                   | 11 | 12 | 14 | 13 | 12 | 62     |
| 03.  | DWB-Holding Achter Berlin (A)  | 10 | 11 | 10 | 14 | 14 | 59     |
| 04.  | Sparkassen Gießen-Achter (A)   | 8  | 13 | 12 | 9  | 9  | 51     |
| 05.  | Bremen erleben!-Achter         | 9  | 10 | 13 | 11 | 5  | 48     |
| 06.  | Sparkasse-Weserbergland-Achter | 13 | 6  | 6  | 10 | 11 | 46     |
| 07.  | Salzland-Achter                | 12 | 7  | 8  | 8  | 10 | 45     |
| 08.  | Wikingachter Berlin II         | 7  | 9  | 4  | 4  | 6  | 30     |
| 09.  | Fari-Achter Hamburg            | 2  | 4  | 9  | 6  | 8  | 29     |
| 10.  | Team Lombardium Hamburg II     | 4  | 8  | 3  | 7  | 4  | 26     |
| 11.  | Hannoverscher Ruder-Club       | 5  | 5  | 5  | 3  | 7  | 25     |
| 12.  | Ruder-Club Witten Achter       | 6  | 3  | 7  | 5  | 3  | 24     |
| 13.  | DHfK Leipzig-Achter            | 3  | 1  | 1  | 2  | 2  | 9      |
| 14.  | LingenAchter                   | 1  | 2  | 2  | 1  | 1  | 7      |

#### Legende
| Farbe | Qualifikation                                                |
| ----- | ------------------------------------------------------------ |
|       | Aufstieg in die 1. Ruder-Bundesliga, ROWING Champions League |
|       | Aufstieg in die 1. Ruder-Bundesliga                          |
| (A)   | Absteiger der letzten Saison                                 |